# Papuanella erupta
Papuanella erupta är en insektsart som beskrevs av Medler 2000. Papuanella erupta ingår i släktet Papuanella och familjen Flatidae. Inga underarter finns listade i Catalogue of Life.